# Hamilton (Montana)
Hamilton város az USA Montana államában, Ravalli megyében, melynek megyeszékhelye is. Lakosainak száma 4659 fő (2020. április 1.).

## Népesség
A település népességének változása:

| 2010 | 4 348 |
| 2020 | 4 659 |